# 大分市立大分西中学校
大分市立大分西中学校（おおいたしりつ おおいたにしちゅうがっこう）は、大分県大分市高崎にある公立中学校。

## 概要
大分市西部において住宅団地が開発され就学人口が増加したため、1987年に大分市立王子中学校から分離して新設された。
学級数は13で、生徒数は479人。

## 沿革
- 1987年4月1日 - 開校。
- 1987年7月24日 - 校旗制定。
- 1987年11月17日 - 開校記念式典及び校歌制定発表。

## 校訓
誠実、自主、活力を校訓として、「人間性豊かで知性にあふれ　心身ともにたくましい実践力のある生徒の育成」を教育目標に掲げる。

## 通学区域
- 大分市立八幡小学校の通学区域 - 高崎の一部、八幡、生石の一部、駄原の一部、金谷迫の一部、神崎の一部、賀来の一部
- 大分市立神崎小学校の通学区域 - 神崎の一部、高崎の一部
- 大分市立春日町小学校の通学区域（一部） - 生石一丁目～五丁目、浜の市一丁目・二丁目、生石港町一丁目・二丁目、生石の一部、駄原の一部
- 大分市立西の台小学校の通学区域（一部を除く） - 青葉台一丁目～四丁目、にじが丘一丁目～三丁目（一丁目の一部を除く。）、駄原の一部、三芳の一部、高崎一丁目～四丁目、高尾台一丁目・二丁目、季の坂一丁目～三丁目（三丁目10番を除く。）[3]

## 部活動
運動系部活動
- 軟式野球部
- サッカー部
- ソフトテニス部
- 陸上部
- バスケットボール部
- バレーボール部
- 卓球部
- 剣道部

文化系部活動
- 吹奏楽部
- 美術部